# Hjalmar Sivgård
Hjalmar Sivgård, ursprungligen Petersson, född 7 februari 1894 i Kalmar
, död där 8 september 1981, var en svensk fotbollsspelare, känd för att ha spelat i Kalmar FF och dess föregångare (IF Göta, IF Gothia och Kalmar IS) från juli 1911 till och med säsongen 1930/31.  Under hela karriären var Sivgård en utpräglad målskytt och en av de bärande i laget.
Sivgård finns sedan starten 2011 avbildad på Kalmar FF:s Wall of Fame inne på Guldfågeln arena.

## Biografi

### Uppväxt och utanför planen
Sivgård föddes i Kalmar stadsförsamling 1894 som son till smeden Anders Gottfrid Petersson och hustrun Anna Charlotta Petersson. År 1922 bytte han efternamn från Petersson till Sivgård. Vid sidan av fotbollen jobbade han på lantbruksfirman AB J Bruun där han så småningom blev kontorschef. Efter att Sivgård år 1930 slutat med fotbollen sadlade han om till tennis och blev istället Kalmar stads bästa veterantennisspelare. Hjalmar Sivgård var storebror till Gustaf Sivgård och svåger till Adolf Angner då han var gift med Adolfs syster Alfhild Angner.

### Fotbollskarriär
Sivgård spelade hela sin karriär i samma förening, som dock bytte namn och/eller slogs ihop med andra lag vid ett flertal gånger. Sivgård var med om att vinna det Småländska mästerskapet fem gånger. 1916 med IF Gothia, 1918, 1920 och 1922 med Kalmar IS och 1930 med Kalmar FF.  1923 var han Kalmar IS bästa målskytt I seriespelet med 10 mål på 6 matcher. Likt flera andra framstående spelare under 1910- och 1920-talet verkade även Sivgård som fotbollsdomare i tävlingsmatcher, redan före det att den egna spelarkarriären var avslutad. Den 18 september 1920 i Huskvarna gjorde Sivgård fyra mål i Smålands landskapslags 5-3 seger mot Östergötlands landskapslag, i en match om Östgötacorrespondentens vandringspris.
År 1921 producerade Sivgård 77 mål, alla matcher inräknade, vilket bidrog till han under året (och även nästkommande år) blev uttagen till att representera Smålandslaget vid Svenska fotbollsveckan. Med IF Gothia/Kalmar IS vann Sivgård serien Östra/Sydöstra Småland under Smålands Fotbollförbund åren: 1915, 1917, 1918, 1919, 1921, 1922, 1923 och 1924. Men då det nationella seriesystemet vid denna tid inte var utbyggt och formaliserat likt idag fanns det ingen högre serie att avancera till, så laget spelade i samma serie år ut och år in trots alla seriesegrar. Först efter en tredjeplacering i Sydöstra kvalifikationsserien 1926 kunde laget avancera till det nationella seriesystemets tredjenivå under säsongen 1926/27. Säsongen 1927/28 gjorde han i Div II, 15 mål på 16 matcher. Därefter agerade han mest som reserv och back up. Sivgård var en stabil målskytt ända in i det sista och gjorde mål också i sin näst sista match, 36 år gammal, i en 3–0-vinst mot BK Derby i Div II Södra den 19 oktober 1930. Hans sista match i karriären blev Kalmarderbyt mot Kalmar AIK den 26 oktober 1930.
Sivgård tilldelades Smålands Fotbollförbunds förtjänsttecken i Silver 1936.

### Spelstil
Sivgård var en stark och skicklig dribbler, med bra skott och ett mycket starkt huvudspel. Han kunde även axla rollen som speluppläggare med sin goda passningsfot. Utöver dessa styrkor fungerade han som pådrivare för sina lagkamrater och verkade under lång tid som lagkapten i Kalmar FF och dess föregångare från och med säsongen 1917.